# Старобешівський меморіальний музей П. Ангеліної
Старобе́шівський меморіа́льний музе́й П. Анге́ліної — єдиний у світі музей, присвячений жінці-трудівниці. Виник у 1965 році з ініціативи учнів 10 класу Старобешівської середньої школи, коли було створено кімнату-музей Паші Ангеліної. В 1966 році кімната-музей отримала статус музею.

## Історія музею
Меморіальний музей Параски Микитівни Ангеліної, Двічі Героя Соціалістичної Праці, знаменитої учасниці стахановського руху в роки перших п'ятирічок, бригадира тракторної бригади МТС, ударниці, депутата Верховної Ради СРСР, лауреата Державної премії СРСР (1964 р.), виник з ініціативи учнів 10-го «А» класу Старобешівської СШ, у якій вчилася в дитинстві П. М. Ангеліна. Ініціативу школярів підтримала Хоцина Раїса Іванівна, класний керівник, вчитель історії.
17 квітня 1964 року в приміщенні школи створено музейну кімнату знаменитої землячки, де розмістили більше тисячі експонатів, що зібрали учні. 15 квітня 1966 року для музею виділяється 2 кімнати в будівлі правління колгоспу «Заветы Ильича» за рішенням правління колгоспу, в якому пропрацювала все своє життя Параска Микитівна Ангеліна. Згодом за рішенням Старобешівської районної ради депутатів трудящих експонати було перенесено в окреме приміщення та відкрито Меморіальний музей Двічі Героя Соціалістичної Праці П. М. Ангеліної. Першим завідувачем музею стала Семенцова Ксенія Костянтинівна — вчителька, пенсіонер. Завдяки її ентузіазму відбулось подальше поповнення та комплектування експонатів і створення експозиції музею, експозиційна площа якого становила тоді 131,1 кв. метрів.
25 серпня 1970 року Старобешівський РК КПУ через звернення до Ради Міністрів УРСР, пройшовши звернення до обкому КПУ та до ЦК КПУ, вирішив питання про надання статусу «державний» музею Трудової Слави П. М. Ангеліної. З 1 січня 1971 р. музей почав функціонувати як Меморіальний Музей П. М. Ангеліної та як відділення Донецького обласного краєзнавчого музею. Будівля колгоспу площею понад 200 кв. метрів на цей час була в розпорядженні музею, фонди якого вже перевищували 4 тисячі експонатів. Окрім цього, створено 3 робочі кімнати для співробітників, з кінолекційним залом на 100 місць, кіноапаратною, холом, санвузлом та ін.
У лютому 1998 р. Донецька облдержадміністрація видала розпорядження № 82 про те, що Меморіальний музей П. М. Ангеліної перебуватиме на утриманні Старобешівського районного відділу культури та туризму.
Першим завідувачем філії з 1970 року, а потім директором музею стала вчителька іноземної мови за фахом Доценко Лідія Павлівна, яка обіймала посаду до 2006 року. Це була невтомна та працьовита людина. Її стараннями в музеї було зроблено ремонт, придбані необхідні меблі. А в 1983 р. зроблена нова експозиція в п'яти виставкових залах.

## Загальна характеристика
У музеї знаходиться 8 тисяч експонатів музейного фонду. Розповідь про Пашу Ангеліну в музеї представлена в контексті розповіді про історію краю, тому експозиція музею має такі розділи:
- Переселення греків в Приазов'ї;
- Початок XX століття;
- Радянська влада;
- 30-ті роки;
- 40-ві — 50-ті роки;
- Громадське та особисте життя Паші Ангеліної[2].

Екскурсія по музею розпочинається зі знайомства з історією переселення греків з Криму до Приазов'я, їхньою працею, побутом та іншим етнографічним матеріалом. У першому залі можна побачити безліч вишитих і тканих виробів грекинь. У фондах музею є старовинний інвентар греків Приазов'я:
- дерев'яні вила і граблі,
- плуги,
- ножиці для стрижки овець,
- скребки для догляду за тваринами тощо[2].

У музеї містяться раритетні й унікальні експонати та документи видатних вихідців Старобешівського району, починаючи з 1917 року до наших днів. Серед них роботи художника Ангеліна Ф. Г., дослідника Івана Георгієвича Джухи. Життєвий та трудовий шлях Паші Ангеліної представлений спогадами її сучасників, послідовниць, документами, особистими речами. У музеї розміщено макет будинку під солом'яною стріхою, в якій народилася і виросла Паша. Також є фільми та картини про П. М. Ангеліну, художні й біографічні книги та газетні публікації. Велика експозиція присвячена історії створення першої жіночої тракторної бригади, її діяльності до, під час і після німецько-радянської війни. В експозиції музею виставлені фотографії американських тракторів «Фордзон», першої техніки вітчизняного виробництва. Має популярність один із перших вітчизняних тракторів, який стоїть біля входу в музей. Саме на ньому Паша і її подруги здійснили трудовий подвиг.
Музей відвідували й гості із зарубіжних країн — Австрії, Азербайджану, Англії, Греції, Грузії, Казахстану, Молдови, Німеччини, Росії, Румунії, Угорщини та багатьох інших країн світу. Серед відвідувачів — Герої війни та праці, ветерани війни, керівники урядів різних країн, підприємці.

## Сучасна діяльність
У музеї проводяться зустрічі з соратниками Паші Ангеліної, із греками-старожилами, вечори старовинних грецьких пісень, організовуються виставки-продажі грецьких страв, звучать грецькі пісні у виконанні грецького ансамблю «Езгляр».